# 040 PLM 4501 à 4640
Les 040 PLM 4501 à 4640 sont des locomotives à vapeur compound à 4 cylindres de disposition 040 de la Compagnie des chemins de fer de Paris à Lyon et à la Méditerranée, utilisées pour la traction des trains de marchandises.
Ces locomotives sont issues de la transformation, réalisée entre 1891 et 1907, des locomotives 030 de la série des 030 PLM 1513 à 2457 construites entre 1860 et 1872.

## Historique

### Genèse
À partir de 1869, après l'essai des 040 PLM 1998 et 1999, la compagnie PLM commence à se doter de locomotives à quatre essieux moteurs, destinées à remplacer les 030 Mammouth et Bourbonnais sur les lignes de montagne à très fortes rampes. Elles circulent progressivement sur le reste du réseau afin d'augmenter la charge des trains de marchandises lents, seule solution pour accroître la capacité de certaines lignes déjà saturées.
En 1891, le PLM dispose des séries suivantes :
- 040 PLM 4001 à 4159 et 4201 à 4205 construites de 1869 à 1887 sur le modèle des 040 « Forquenot » du PO ;
- 040 PLM 4301 et 4302 prototypes de 1887-1888 également destinées aux fortes rampes ;
- 040 PLM 3201 à 3202 de 1887-1888 au roues de plus grand diamètre leur autorisant des vitesses plus élevées en plaine ;
- 040 PLM 3211 à 3362 (en cours de mise au point) issues du modèle précédent, dont les premiers exemplaires arrivent en 1892.

La construction des locomotives de la série 3201 et 3211 amorce le remplacement des locomotives de disposition 030 et 031 alors en service sur les lignes principales. Toutefois, de nombreuses 030 Bourbonnais sont encore récentes et le prix d'achat de nouvelles locomotives peut gréver le budget de la compagnie, qui réfléchit à un projet de transformation de locomotives.

### Mise au point
Commandées en remplacement de locomotives existantes (ce qui utilisait un budget différent de celui, en extension, de l'achat de locomotives neuves)[réf. souhaitée], elles ont été réalisées en utilisant les 030 « Bourbonnais » de la série 1513 à 2457 dont les chaudières ont atteint la limite d'usure.
La locomotive est alors démontée et un maximum d'éléments sont récupérés :
- le 1er et 3e essieu, à l'axe en fer, sont conservés sans modification, mais le premier se retrouve en 4e position où les efforts à supporter sont moins élevés ; deux nouveaux essieux en acier sont installés à l'avant ;
- les roues du 2e essieu sont couplées à un nouvel essieu coudé en acier, attaqué par les quatre cylindres ;
- les bielles d'accouplement et une partie des bielles motrices, ainsi que les têtes de pistons, sont réutilisées, tout comme la robinetterie et une partie du régulateur ;
- la boîte d'essieu à huile du 3e essieu ainsi que les guides des autres boîtes d'essieu ;
- l'attelage arrière et une partie de celui de l'avant, les marchepieds et couvre-roues ;
- la nouvelle chaudière réutilise la porte de la boîte à fumée et les tôles d'enveloppe de l'ancienne ;
- les cylindres, soupapes et manivelles sont remplacés par de nouveaux, et la distribution Gooch est remplacée par une Walschaerts.

Elles sont dotées d'une nouvelle chaudière au timbre élevé : 15 kg/cm3. Le poids est limité afin d'être supporté par les essieux de la locomotive d'origine, et la chaudière est dotée de tubes « Serve » à ailettes.
En 1898, il est indiqué que les pièces réutilisées représentent 19,5 t sur les 47,73 que pèse la locomotive à vide, et 14 700 francs sur les 70 500 de la valeur totale de la machine. La transformation coûte au total 35 000 fr, auxquels on peut déduire une économie de 8 000 fr due au choix de ne pas réviser la chaudière de la locomotive donneuse arrivée à expiration.
La nouvelle chaudière et l'ensemble des cylindres doivent garantir des performances dignes d'une locomotive moderne. Après essais, il est décidé de caler les manivelles des quatre cylindres à 180°.

### La construction
La transformation des locomotives est réalisée dans l'ordre suivant:
- n°4501 à 4510 en 1892 par les ateliers d'Oullins;
- n°4511 à 4520 en 1894 par les ateliers d'Oullins;
- n°4521 à 4530 en 1895-97 par les ateliers de Paris;
- n°4531 à 4540 en 1899-1902 par les ateliers d'Arles;
- n°4541 à 4550 en 1902 par les ateliers de Paris;
- n°4551 à 4560 en 1903 par les ateliers  d'Oullins;
- n°4561 à 4570 en 1904 par les ateliers d'Arles;
- n°4571 à 4580 en 1903-1904 par les ateliers  d'Oullins;
- n°4581 à 4585 en 1903 par les ateliers de Paris;
- n°4586 à 4590 en 1903 par les ateliers d'Arles;
- n°4591 à 4600 en 1904 par les ateliers de Paris;
- n°4601 à 4620 en 1904-1906 par les ateliers d'Arles;
- n°4631 à 4638 en 1904 par les ateliers de Paris;
- n°4639 à 4640 en 1904 par les ateliers  d'Arles;
- n°4641 & 4542 en 1909-1910 par les ateliers de Paris.
Les dix premières locomotives, transformées aux ateliers d'Oullins, font des essais en ligne. Ils montrent une économie de combustible de 16 % par rapport aux 040 PLM 4001 à 4159 équipées de la simple expansion. Ces locomotives parviennent à remorquer des charges plus lourdes de 75 % par rapport aux 030 PLM 1513 à 2457 dont elles sont issues.
La série est complétée par la reconstruction entre 1894 et 1907 de 122 locomotives supplémentaires, réalisée aux ateliers d'Arles, d'Oullins et de Paris.
Les sous-séries diffèrent entre elles par leur empattement, la disposition de la cheminée, de la boîte à fumée et l'agencement des circuits de vapeur.
Dans les années 1890, elles sont affectées en priorité aux régions montagneuses en remplacement des 040 série 4000.

### Évolution
Le PLM a transformé en 1902 deux autres locomotives 030 de la série 1513 à 2457 en 040, d'aspect fort proche, mais dotées de deux cylindres à simple expansion, avec une distribution Durant et Lancauchez. Elles sont numérotées 4401 et 4402. Elles sont ensuite transformées sur le modèle des 040 de la série 4501 à 4640 en 1909-1910, devenant les 4641 et 4642.
La même année, dix locomotives de la série sont dotées d'une nouvelle chaudière avec un  surchauffeur Schmidt.
En 1924, les 040 4501 à 4642 sont renumérotées respectivement 4C 1 à 4C 132 et 4D 1 à 4D 10 pour les locomotives équipées de la surchauffe.

### Fin de carrière
En 1928, 17 unités sont cédées au PLMA en Algérie où elles forment la série 4C 1 à 17.
En 1938, lors de la création de la SNCF, elles deviennent 5-040 C 1 à 131 et 5-040 D 1 à 10. 
La série disparait entre 1947 et 1950.

## Caractéristiques
- Pression de la chaudière : 14.5 bar
- Surface de grille : 2,30 m2
- Surface de chauffe : 229,42 m2
- Diamètre et course des cylindres intérieurs (HP) : Ø360 * 640 mm
- Diamètre et course des cylindres extérieurs (BP) : Ø540 * 640 mm
- Diamètre des roues motrices : Ø1300
- Poids à vide : 49,87 / 52,4 t
- Longueur : 9,77 m
- Empattement : d'avant en arrière : 4,770 m[7]
- Capacité du tender en eau : 12 m3
- Capacité du tender en charbon : 4 t
- Vitesse maximale en service : 55 km/h